# 8110 Heath
A 8110 Heath (ideiglenes jelöléssel 1995 DE2) a Naprendszer kisbolygóövében található aszteroida. Kobajasi Takao fedezte fel 1995. február 27-én.